# Tschammerpokal 1936
La Tschammerpokal del 1936 fu la seconda edizione della coppa del Terzo Reich. Furono 5.291 le squadre che si sfidarono nelle 4 selezioni iniziali. La finale, dopo l'ultima parte della competizione, fu giocata il 3 gennaio 1937 allo Stadio Olimpico di Berlino. Il Lipsia sconfisse 2-1 lo Schalke 04 già perdente in finale nella passata competizione.

## 1º turno
| 6 settembre 1936     |       |                          |
| Stoccarda            | 0 – 0 | Schalke 04               |
| Werder Brema         | 3 – 1 | Wacker 04 Berlin         |
| 1. FC Schweinfurt 05 | 4 – 2 | TSG Ulm 1846             |
| SV Waldhof Mannheim  | 1 – 0 | PSV Chemnitz             |
| VfR Wormatia Worms   | 2 – 1 | 1. FC Pforzheim          |
| Hertha Berlino       | 1 – 1 | VfL Benrath              |
| VfB Peine            | 3 – 1 | SV Hindenburg Allenstein |
| VfB Lipsia           | 2 – 0 | Berliner SV 92           |

### Ripetizioni
| 20 settembre 1936 |       |                |
| Schalke 04        | 6 – 0 | Stoccarda      |
| VfL Benrath       | 8 – 2 | Hertha Berlino |

## Quarti di finale
| 1º ottobre 1936      |       |                     |       |
| Schalke 04           | 5 – 2 | SV Werder Bremen    | (dts) |
| 1. FC Schweinfurt 05 | 2 – 1 | SV Waldhof Mannheim |       |
| VfR Wormatia Worms   | 3 – 3 | VfL Benrath         | (dts) |
| VfB Leipzig          | 4 – 2 | VfB Peine           |       |

### Ripetizioni
| 2 ottobre 1936 |       |                    |       |
| VfL Benrath    | 2 – 3 | VfR Wormatia Worms | (dts) |

## Semifinali
| 8 novembre 1935  |       |                      |
| Schalke 04       | 3 – 2 | 1. FC Schweinfurt 05 |
| 22 novembre 1935 |       |                      |
| VfB Leipzig      | 5 – 1 | VfR Wormatia Worms   |

## Finale
|  |  | – |

| VFB LEIPZIG:   |    |                  |
|                |    |                  |
| GK             | 1  | Bruno Wöllner    |
| DF             | 2  | Erich Dobermann  |
| DF             | 3  | Rudolf Große     |
| MF             | 4  | Gerhard Richter  |
| MF             | 5  | Erich Thiele     |
| MF             | 6  | Walter Jähnig    |
| FW             | 7  | Hans Breidenbach |
| FW             | 8  | Martin Schön     |
| FW             | 9  | Jacob May        |
| FW             | 10 | Georg Reichmann  |
| FW             | 11 | Herbert Gabriel  |
| Allenatore:    |    |                  |
| Heinrich Pfaff |    |                  |

| FC GELSENKIRCHEN-SCHALKE 04: |    |                   |
|                              |    |                   |
| GK                           | 1  | Hermann Mellage   |
| DF                           | 2  | Hans Bornemann    |
| DF                           | 3  | Otto Schweisfurth |
| MF                           | 4  | Rudolf Gellesch   |
| MF                           | 5  | Valentin          |
| MF                           | 6  | Otto Tibulski     |
| FW                           | 7  | Ernst Kalwitzki   |
| FW                           | 8  | Fritz Szepan      |
| FW                           | 9  | Ernst Poertgen    |
| FW                           | 10 | Ernst Kuzorra (c) |
| FW                           | 11 | Ernst Sontow      |
| Allenatore:                  |    |                   |
| Hans Schmidt                 |    |                   |

VfB Leipzig
(1º successo)